# ТЭЦ Джяковица
ТЭЦ Джяковица — теплоэлектроцентраль, расположенная на восточной окраине города Джяковица, электрической мощностью 1,1 МВт. Отпуск тепла — 16,5 МВт. ТЭЦ обеспечивает теплом около 35% населения города Джяковица. Введена в строй в ноябре 2021 года. ТЭЦ является первой в Косово, работающей на биомассе. Заменила старую ТЭЦ с котлами на мазуте.
ТЭЦ Джяковица на мазуте введена в строй в 1981 году. Отпуск тепла — 38,6 МВт. Были установлены два котла типа VKLM производства Завода паровых котлов в Загребе: мощностью 18,6 МВт 1981 года выпуска и мощностью 20 МВт 1994 года выпуска. ТЭЦ была дорогой в эксплуатации и сильно загрязняла окружающую среду. Мазут импортировался преимущественно из Албании. Изношенные котлы не обеспечивали круглосуточного теплоснабжения, тепло подавалось не более 6 часов ночью и утром.
Городская теплосеть ходила в энергетический сектор Ассоциации муниципалитетов Косово (Asociacioni i Komunave të Kosovës, АКМ). В 2006 году городская теплосеть преобразована в акционерное общество Ngrohtorja e Qytetit SH.A. Gjakovë.
Европейский союз через финансовый механизм Инструмент помощи перед вступлением (IPA) профинансировал строительство новой ТЭЦ на сумму 15 млн евро. Построена в 2017—2021 годах. Строительство велось под контролем французской инжиниринговой компании Egis Group. Построена под «ключ» австрийской компанией URBAS Energietechnik, которая производит оборудование для выработки энергии из биомассы. Введена в строй в ноябре 2021 года. На открытии присутствовали глава миссии ЕС в Косово Томаш Шуньог (Tomáš Szunyog) и министр экономики Косово Артане Ризванолли.
Установлены 3 котла единичной тепловой мощностью 5,5 МВт и паровая турбина электрической мощностью 1,1 МВт.
Ожидается, что с вводом в строй новой ТЭЦ загрязнение в муниципалитете Джаковица снизится на 90%, а ежегодные затраты на отопление — на 50%.
Топливо поступает с местных ферм, лесной промышленности и столярных мастерских. Это древесные отходы и виноградная лоза. Стоимость тонны биомассы составляет 110 евро. Потребность ТЭЦ в биомассе составляет 10 тыс. т в отопительный сезон.